# Nationalpark Val Grande

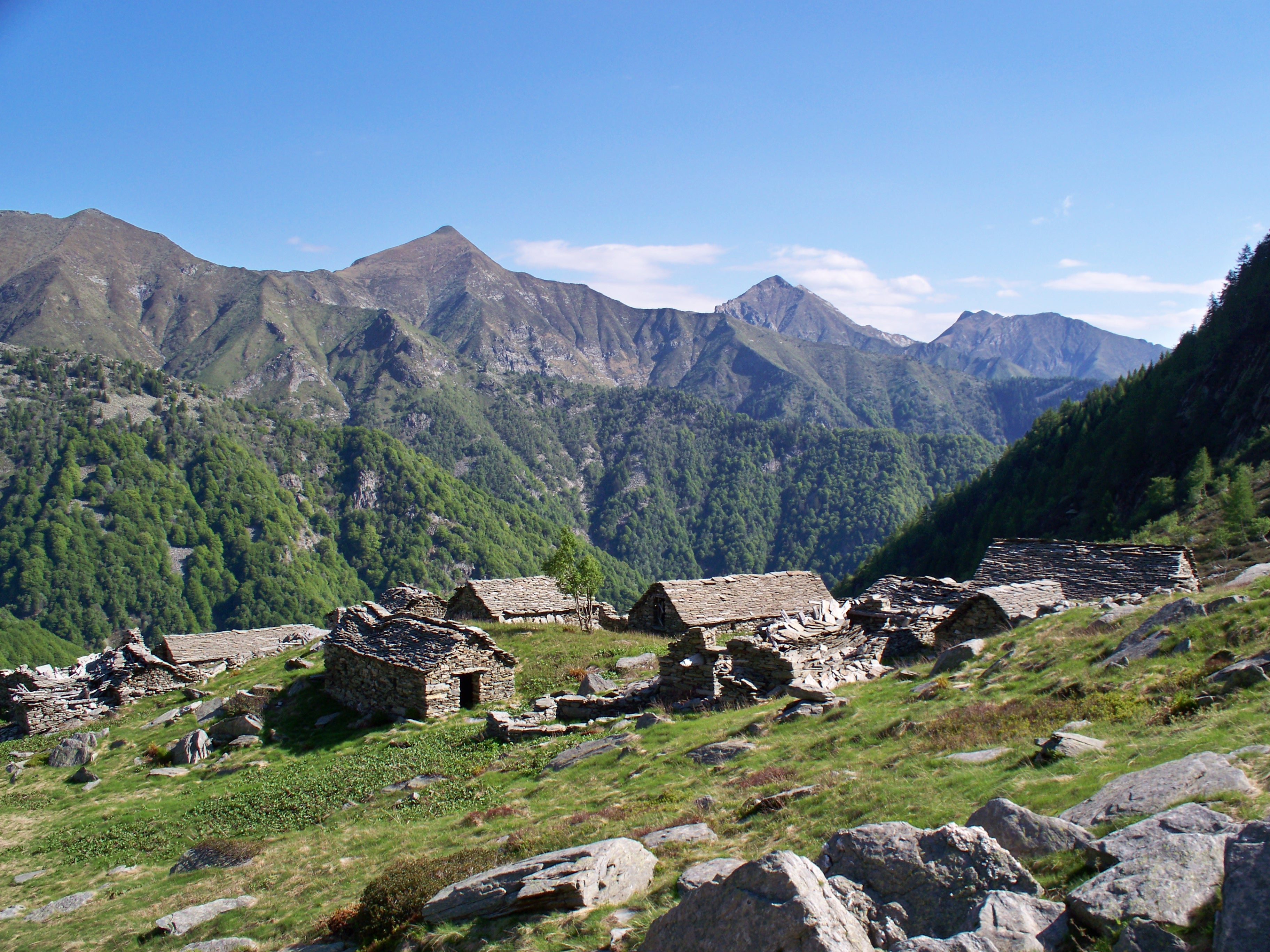
Aufgegebene Alpe

Der Nationalpark Val Grande (italienisch Parco nazionale della Val Grande) ist ein Nationalpark in den norditalienischen Alpen, nahe der Schweiz. Er liegt zwischen dem Lago Maggiore und dem Val d’Ossola in der piemontesischen Provinz Verbano-Cusio-Ossola und ist 146 km² groß.
Im westlichen Teil des Parks liegt seine namengebende Kernzone, das schwer zugängliche Val Grande. Der östliche Teil besteht aus dem offeneren Val Pogallo und einigen angrenzenden Gebieten.
Das Gebiet des Felsenmassivs Pedum wurde 1967 zur Riserva naturale integrale (Totalreservat) erklärt. Nach mehreren Initiativen lokaler Gruppen und des Umweltministers in den 1980er-Jahren wurde schließlich 1992 der Parco Nazionale della Val Grande geschaffen.
Die einzigen Ortschaften im Nationalpark sind Cicogna im Val Pogallo und Colloro am südwestlichen Rand des Parks. Der größte Teil des Nationalparks war nie ganzjährig bewohnt. Es wurde jedoch intensive Almwirtschaft betrieben, bis in die 1950er-Jahre auch Waldwirtschaft. Nach dem Zweiten Weltkrieg wurden bis in die 1970er-Jahre sämtliche Almen aufgegeben, im Val Grande selbst bis 1969. Nachdem der Verbiss durch die Weidetiere fehlt, wandeln sich die ehemaligen Almen allmählich zur Wildnis.
Erst nach Gründung des Nationalparks begann ein bescheidener Tourismus. Abgesehen von etlichen frei zugänglichen Steinhäusern ist kaum touristische Infrastruktur vorhanden. Außer den Zufahrten nach Cicogna und Colloro existieren keine ausgebauten Straßen.

## Geographie

### Val Grande
Das Val Grande ist etwa 25 Kilometer lang, der größte Teil davon ist unbewohnt und liegt im Nationalpark Val Grande (Parco Nazionale della Val Grande). Der Hauptfluss des Val Grande ist der Torrente San Bernardino, er entspringt am Monte Togano (2301 m s.l.m.) und fließt in Intra/Verbania in den Lago Maggiore (193 m s.l.m.). Sieben stark bewaldete und ursprüngliche Seitentäler bilden den oberen Teil des Val Grande. Mancherorts finden sich noch Überreste der einstigen Alpwirtschaft.
Im Zentrum des oberen Val Grande steht der Pizzo Mottac (1802 m s.l.m.). An dessen Fuß liegen die Alpen In la Piana und Gabbio. Der mittlere Bereich ist eine wilde Schlucht ohne Wanderweg. Steile Wälder und Felsbänder prägen diesen Abschnitt. Der unterste Teil des Val Grande ist ab Ponte Casletto mit einer schmalen Straße, die nach Cicogna führt, erschlossen. Darin liegen die Ortschaften Rovegro, Cossogno, Santino, Unchio und Trobaso.
Das Val Grande gilt als das größte Wildnisgebiet im Alpenraum.
Die Vegetation besteht in den Tälern aus Kastanien- und Buchenwäldern. Bis 1800 m s.l.m. reicht dichter Bewuchs. Darüber findet sich Grasheide mit Erlensträuchern in geschützten Lagen.
Die Seitentäler des oberen Val Grande heißen Val Gabbio, Val Serena, Valle Rossa, Val Ragozzale, Val Portaiola, Val Biordo und Vallone di Loc. Im mittleren Val Grande heißen die Seitentäler Val Fredda, Val Piana und Val Cauri.

### Val Pogallo
Beim Ponte Casletto treffen sich Val Pogallo und Val Grande. Das Val Pogallo ist bewohnt und besser erschlossen. Zur Blütezeit der Holzwirtschaft wurde ein teils mit großen Steinplatten sehr gut ausgebauter Weg von Cicogna aus erbaut. Dieser Weg wurde später nach dem Gründer der Holzgesellschaft und vielseitigen Industriellen Carlo Sutermeister benannt und wird als Strada Sutermeister bezeichnet. Gerne nutzen ihn als einen der schönsten leichten Wege Wanderer von Cicogna aus. Das einstige Holzfällerdorf Pogallo war zwischenzeitlich komplett verfallen. Nach und nach wurden viele der Steinhäuser wieder instand gesetzt. Mitglieder des Vereines Associazzione Amici di Pogallo pflegen das Dorf, das von Cicogna aus über eine 1,5 Stunden lange Wanderung erreichbar ist. Der Weg ist ein Sentiero Natura mit Infotafeln des Nationalparkes und führt auch an einer Badestelle vorbei.

## Geschichte
Zur Römerzeit scheint das Val Grande besiedelt gewesen zu sein. Ab dem 13. Jahrhundert begannen die Bewohner der umliegenden Täler die Alpwirtschaft auf das Val Grande auszudehnen.
Mit der Industrialisierung ergab sich eine Abwanderung aus den Bergtälern, und die Alpwirtschaft wurde bereits stellenweise aufgegeben. Im Val Grande wurde 1969 die letzte Alp der Natur überlassen.
Im mittleren und unteren Val Grande hinterließ die Holzwirtschaft in der ersten Hälfte des 20. Jahrhunderts ihre Spuren, als ein verzweigtes Netz von Seilbahnen errichtet wurde. In dieser Zeit wurden in Pogallo, Orfalecchio, Arca und an anderen Orten Wohn- und Wirtschaftsgebäude errichtet.
Während des Zweiten Weltkriegs gründeten antifaschistische Partisanen die Repubblica dell’Ossola.
Nachdem alliierte Truppen bereits Rom eingenommen hatten, wurden die Partisanen von Soldaten Mussolinis und der deutschen Wehrmacht vertrieben und zogen sich ins Gebiet des Val Grande zurück.
Im Juli 1944 unternahm die deutsche SS mit Einheiten der faschistischen Repubblica Sociale Italiana eine Durchkämmung (Rastrellamento), um gegen Kämpfer der Resistenza in den Bergen vorzugehen. Dabei wurden ca. 500 Menschen getötet. Darunter wurden viele Opfer grausamer Hinrichtungen der Faschisten.
Wie die Zeitzeugin Antonietta Chiovini berichtete, wurden auf dem kargen Gipfel bei der Kapelle von Marona von der Waffen-SS zwölf Partisanen gestellt, die den Feind von der eigenen Brigade ablenken wollten. Um Munition zu sparen, wurden die jungen Männer halbtot geschlagen, bevor sie den Abhang hinunter gestoßen wurden.
Beim Beschuss der Bergsiedlungen wurden viele Gebäude und die zum Abtransport gefällter Bäume dienenden Seilbahnen zerstört. Der Verlust der Infrastruktur trug zum Rückzug des Menschen aus dem Gebiet um das Val Grande bei.

## Wanderrouten
Im oberen Teil existiert ein gut ausgebauter und markierter Weg von Malesco über die Alpe Scaredi, In la Piana, Gabbio und Alpe della Colma nach Premosello (in diesen erwähnten Alpen stehen kostenlose und sehr einfach eingerichtete Hütten zur Verfügung). Abseits dieser Route gibt es nur wenige und schlechter erkennbare markierte Wege. Die meisten alten Pfade sind verschwunden. Mobilfunkempfang gibt es fast im gesamten oberen Val Grande nicht.

### Karte
- Schweizer Landeskarte 1:50.000, Blatt 285, Domodossola